# پرچم نیروی دریایی ایالات متحده آمریکا
پرچم نیروی دریایی ایالات متحده آمریکا در ۲۴ آوریل ۱۹۵۹ پذیرفته شد.